# О духе законов
«О духе законов» (фр. De l’esprit des loix) — трактат по политической философии за авторством Монтескьё, опубликованный анонимно в Женеве в 1748 году; один из программных текстов эпохи Просвещения. Несмотря на включение в Индекс запрещённых книг (1751), трактат быстро получил известность за пределами Франции и был переведён на основные языки Европы.
Сформулированные Монтескьё идеи о необходимости разделения властей и отмены рабства легли в основу доктрины либерализма. Сочинение Монтескьё послужило образцом для других ранних работ по сравнительному правоведению.

## Содержание

### О праве
Законам, созданным людьми, должна была предшествовать возможность справедливых отношений, отношения справедливости предшествуют установившему их положительному закону. Люди имеют законы, определяющие отношения между правителями и управляемыми: это право политическое. Есть у них ещё законы, которыми определяются отношения всех граждан между собою: это право гражданское.
Как существо физическое, человек, подобно всем другим природным телам, управляется неизменными естественными законами, но как существо разумное и действующее по своим собственным побуждениям человек беспрестанно нарушает как эти вечные законы природы, так и изменчивые человеческие законы.
Потребность людей, живущих в обществе, в общих законах обуславливает необходимость образования государства. Для образования государства (политического состояния) и установления общих законов необходимо гражданское состояние (единство воли).

### О войне
Как только люди соединяются в обществе, они утрачивают сознание своей слабости. Существовавшее равенство исчезает, и начинается война. Каждое общество начинает сознавать свою силу — отсюда состояние войны между народами. Отдельные лица начинают ощущать свою силу — отсюда война между отдельными лицами. Цель войны — победа; цель победы — завоевание; цель завоевания — сохранение. Из этого и предшествующего принципов должны проистекать все законы, образующие международное право.

### О духе народа
Миром управляет не божественный промысел или фортуна, а действующие в любом обществе объективные общие причины морального и физического порядка, определяющие «дух народа» и соответствующие формы и нормы его государственной и правовой жизни.
Людьми управляют как материальные, так и идеальные факторы: с одной стороны — климат, почва и рельеф, а другой — нравы, обычаи, традиции, религия, законы, принципы правления; как результат всего этого образуется общий дух народа. Важно избегать всего, что может изменить общий дух нации; законодатель должен сообразоваться с народным духом, поскольку этот дух не противен принципам правления, так как лучше всего люди делают то, что делают
свободно и в согласии с их природным гением.

### О трёх образах правления
Основная цель разделения властей — избежать злоупотребления властью. Разделение и взаимное сдерживание властей являются, согласно Монтескьё, главным условием для обеспечения политической свободы в её отношениях к государственному устройству.
Есть три образа правления: республиканский, монархический и деспотический. Чтобы обнаружить их природу, достаточно и тех представлений, которые имеют о них даже наименее осведомлённые люди:
Республиканское правление — это то, при котором верховная власть находится в руках или всего народа (демократия) или части его (аристократия); монархическое, — при котором управляет один человек, но посредством установленных неизменных законов вместе с дворянством, которое предотвращает превращение монархии в деспотию; между тем как в деспотическом всё вне всяких законов и правил движется волей и произволом одного лица.
Принципы форм правления: для республики — добродетель, для монархии — честь, для деспотии — страх.
Одним из основных законов демократии является закон, в силу которого законодательная власть принадлежит только народу. Но кроме постоянных законов необходимы и постановления сената, которые относятся к актам временного действия.
К основным законам аристократии Монтескьё относит те, которые определяют право части народа издавать законы и следить за их исполнением. В общем виде он отмечает, что естественно и должно определять, по его мнению, главное направление аристократического законодательства в целом.
В монархии основные законы определяют «существование посредствующих каналов, по которым движется власть». Главной из них является власть дворянства, ибо без (сдерживающей силы) дворянства монарх становится деспотом.

### Об индивидуальной свободе и свободе политической
Главная тема всей политико-правовой теории Монтескьё и основная ценность, отстаиваемая в ней, — политическая свобода. Он постулирует приоритет индивидуальной свободы, базирующийся на принципах естественного права:
Все люди равны в республиканских государствах, они равны и в деспотических государствах. В первом случае они равны, потому что они — всё, во втором — потому, что они ничто. Свобода есть право делать всё, что дозволено законами. Если бы гражданин мог делать то, что этими законами запрещается, то у него не было бы свободы, так как то же самое могли бы делать и прочие; главное — это безопасность гражданина.
Монтескьё исповедует политический либерализм — убеждение, что отдельные личности являются основой закона и общества и что общественные институты существуют для того, чтобы способствовать наделению индивидуумов реальной властью, без заискивания перед элитами.

## Переводы на русский язык

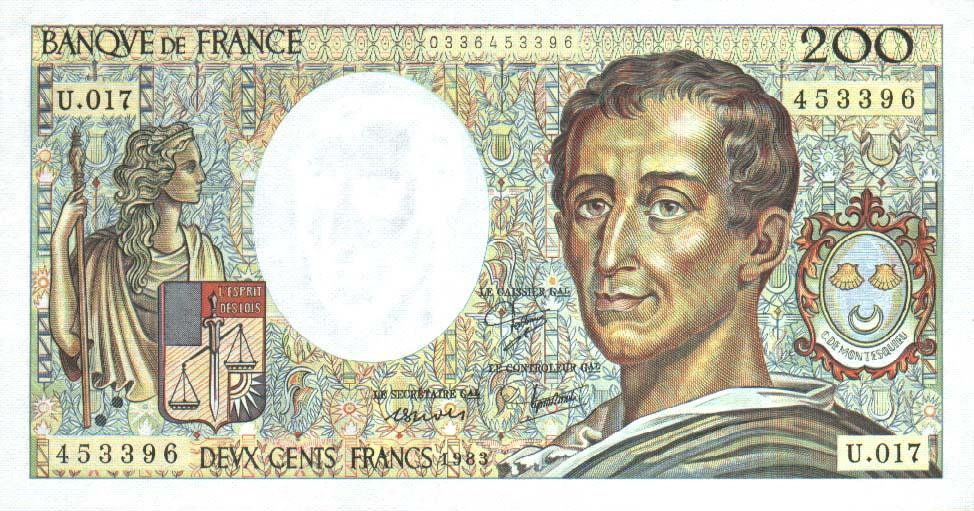
Банкнота в 200 франков, посвящённая «Духу законов»

Первые переводы, выполненные Антиохом Кантемиром и Александром Радищевым, не сохранились.
- «О разуме законов» (Василий Крамаренков, 1775, 1801)
- «О существе законов» (Дмитрий Языков, 1810, 1814)
- «О духе законов» (А. Г. Горнфельд, 1900, вступ. статья М. М. Ковалевского)

## Издания на русском языке
- Монтескье Ш. Л. О духе законов / Пер. с фр. А. Горнфельда. — СПб.: Азбука, Азбука-Аттикус, 2023. — 832 с. — 3000 экз. — ISBN 978-5-389-23252-5.